# Ellsworth (Maine)
Pour les articles homonymes, voir Ellsworth.
La ville d'Ellsworth est le siège du comté de Hancock, situé dans le Maine, aux États-Unis.

## Histoire
Ellsworth est la municipalité du Maine ayant connu le plus grand accroissement démographique (+ 20 %) pendant la décennie 2000-2010. Dotée de nombreux bâtiments historiques et de lieux remarquables, Ellsworth attire des touristes américains et canadiens de mai à septembre.

## Géographie
De plus, Ellsworth est l'antichambre de ceux désirant visiter le parc national d'Acadia, l'île des Monts Déserts et Bar Harbor.

## Personnalités liées à la commune
- Tim Sylvia, pratiquant le combat libre, est né à Ellsworth en 1976.

## Galerie photographique

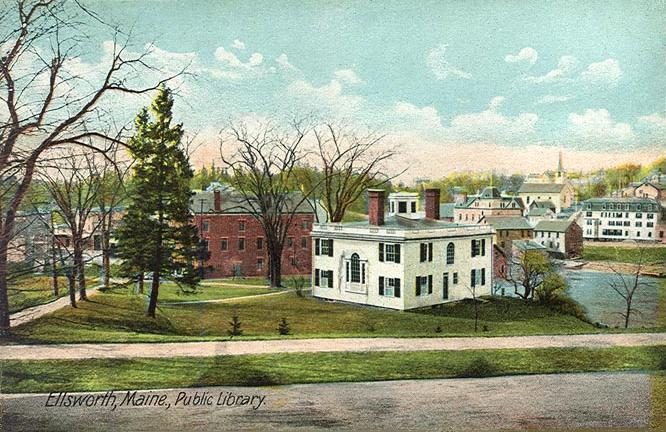
La bibliothèque d’Ellsworth
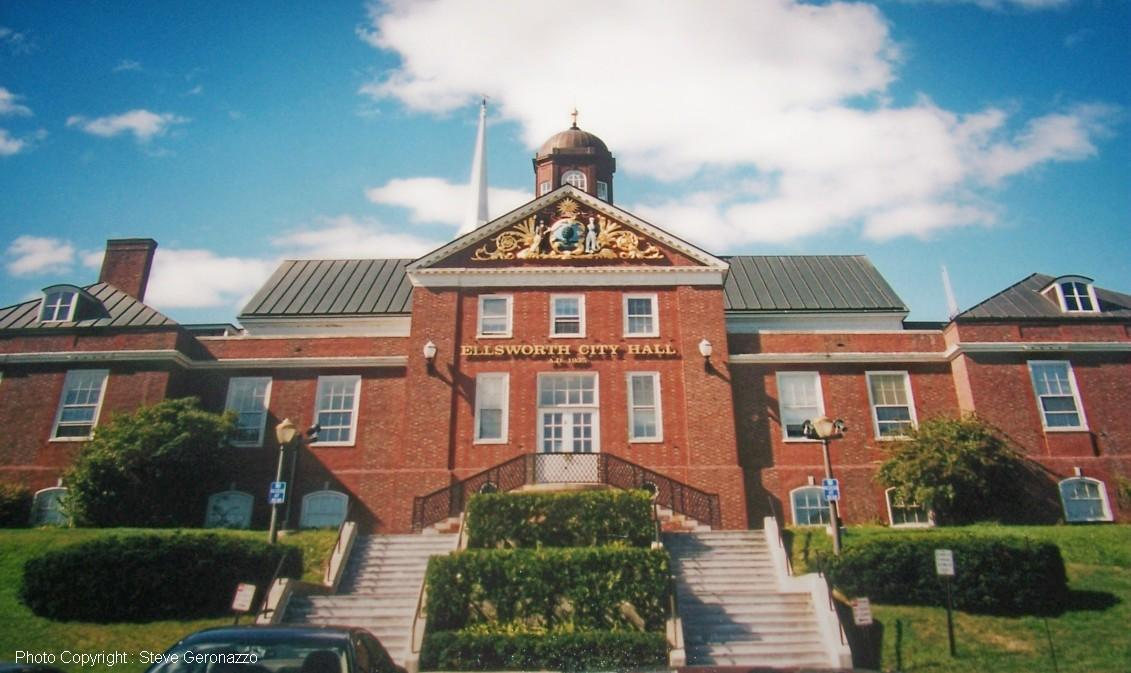
L’hôtel de ville

## Source
- (en) Cet article est partiellement ou en totalité issu de l’article de Wikipédia en anglais intitulé « Ellsworth, Maine » (voir la liste des auteurs).